# 小林悠理
小林 悠理（こばやし ゆうり、1990年10月30日‐）
漫画家・劇作家。北海道から役者になるために上京。様々な事務所を渡り歩き、劇団の座長になる。2018年、解散。その後、脳出血になり入院。失語症、右半身麻痺になるがリハビリにより回復。しかしいくつか後遺症も残り、役者引退。利き手も右手から左手になる。今の自分にできる表現方法を考え抜いた結果、漫画家になる。
| スタブアイコン | サブスタブ | この項目は、まだ閲覧者の調べものの参照としては役立たない、人物に関連した書きかけの項目です。この項目を加筆・訂正などしてくださる協力者を求めています（P:人物伝/PJ:人物伝）。 |